# Fondation Mansart
La fondation Mansart, ou « fondation Mansart - Parcs et demeures de France » selon sa dénomination officielle, est une fondation française, reconnue d'utilité publique créée en 2005 dont la mission est de conserver et de valoriser le patrimoine.

## Historique

### Origines
En 1983, le couple Geneviève de Noailles-Jean Raindre crée la « Fondation du château de Maintenon » et lui fait don de ce domaine dont elle avait hérité des ducs de Noailles, mais aussi de son mobilier et de ses archives. La fondation a alors pour vocation d'assurer la pérennité du site et son ouverture au plus grand nombre.
Un décret du Premier ministre Dominique de Villepin confirmé par l'arrêté du ministre de l'Intérieur du 8 décembre 2009 confère le statut de fondation reconnue d'utilité publique et de fondation abritante à la « Fondation du château de Maintenon » qui prend le nom de « Fondation Mansart - Parcs et demeures de France ».

### Présidents
- 2006 - 2019 : Gilles Guitton, président du GIE Cartes Bancaires[4] ;
- Depuis 2019 : Albéric de Montgolfier, sénateur d'Eure-et-Loir depuis 2008, ancien président du conseil départemental d'Eure-et-Loir de 2001 à 2017.

## Missions

### Sites de la Fondation Mansart
La Fondation Mansart a la charge de trois sites emblématiques du patrimoine français : le château de Maintenon en Eure-et-Loir, ainsi qu'à Paris le château de Bagatelle et la villa Windsor.

Sites de la fondation Mansart
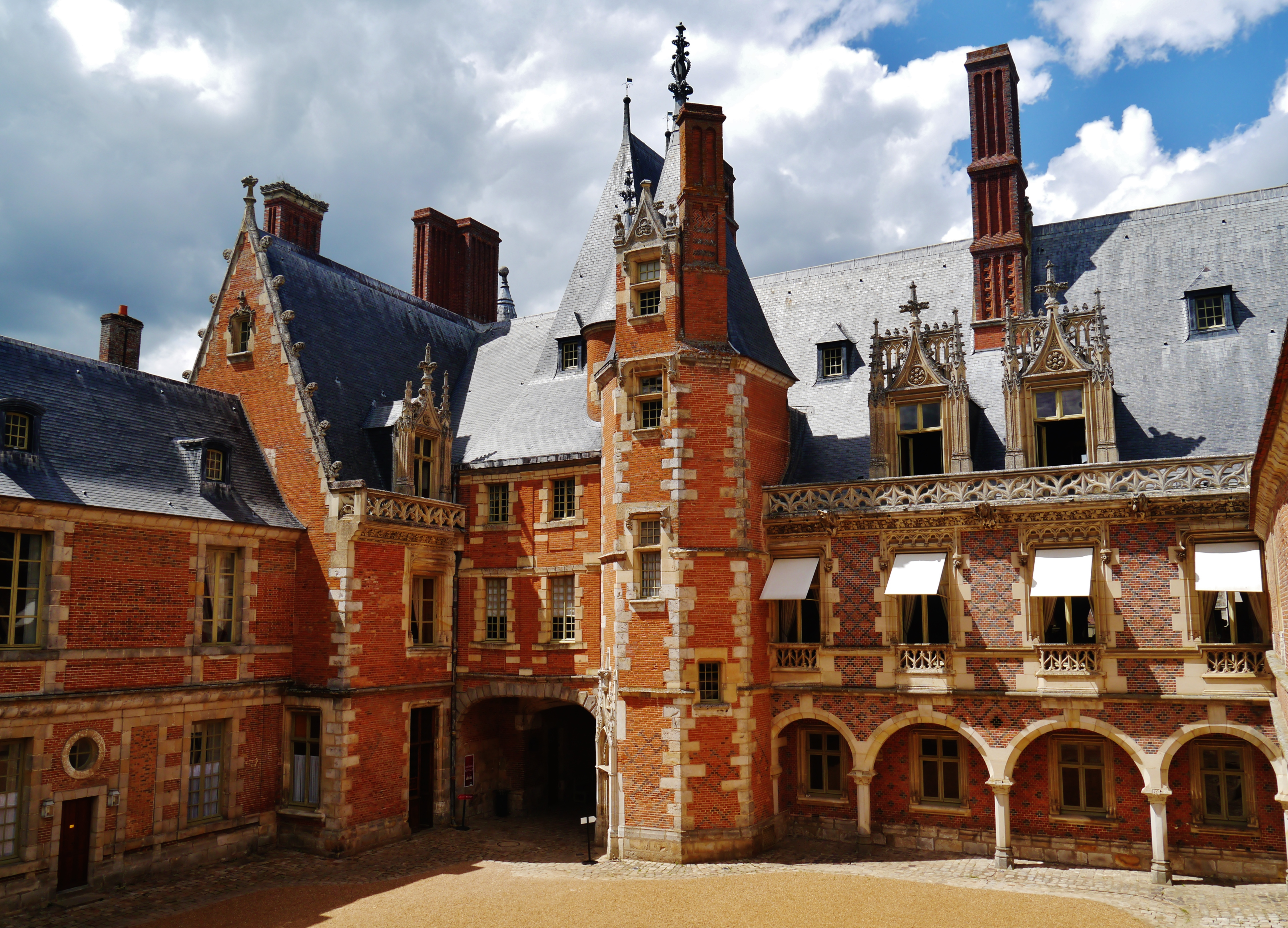
La cour d'honneur du château de Maintenon, qui précède le jardin à la française et le parc.
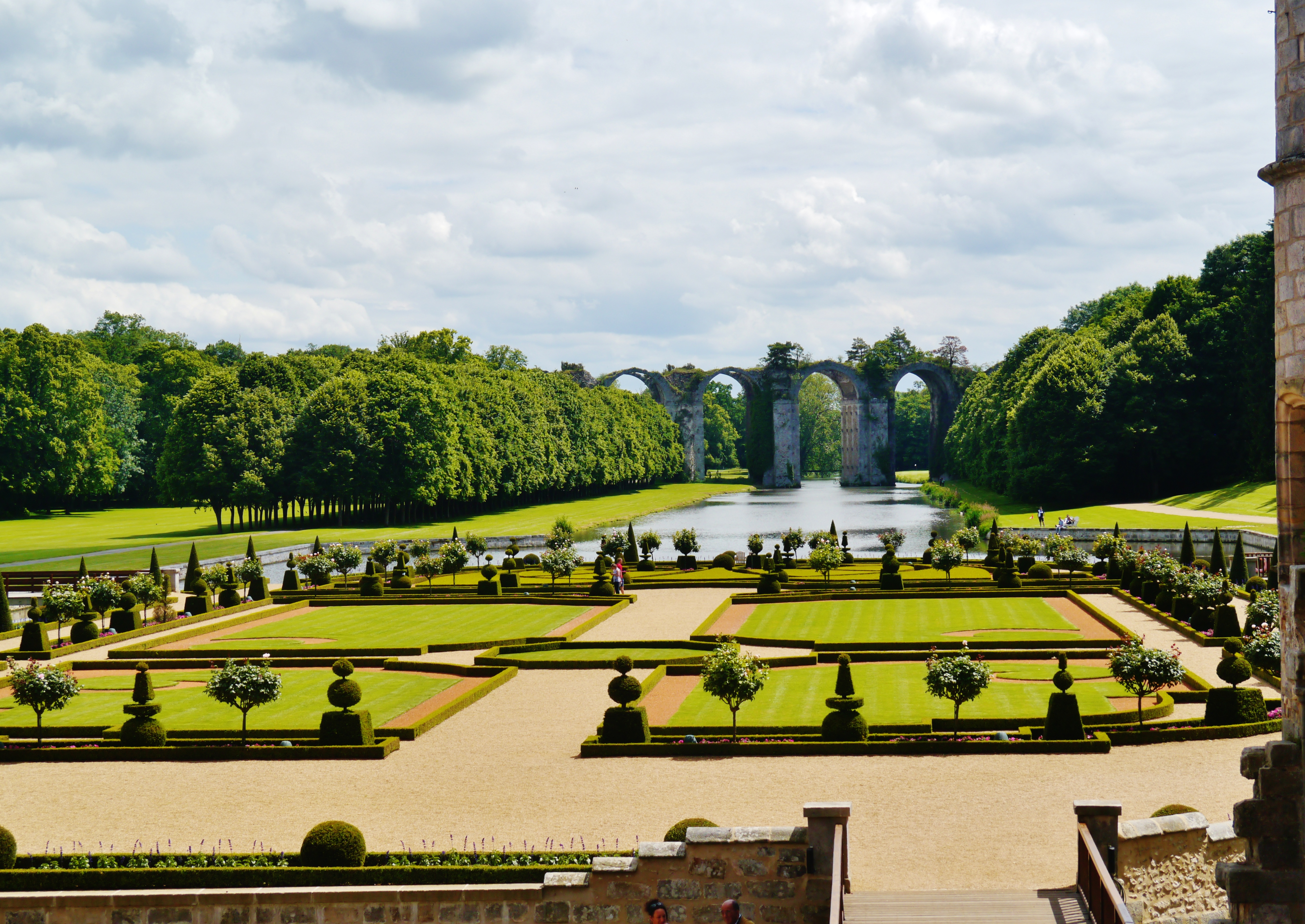
En 2013, un jardin à la française est réalisé selon des plans établis par André Le Nôtre.
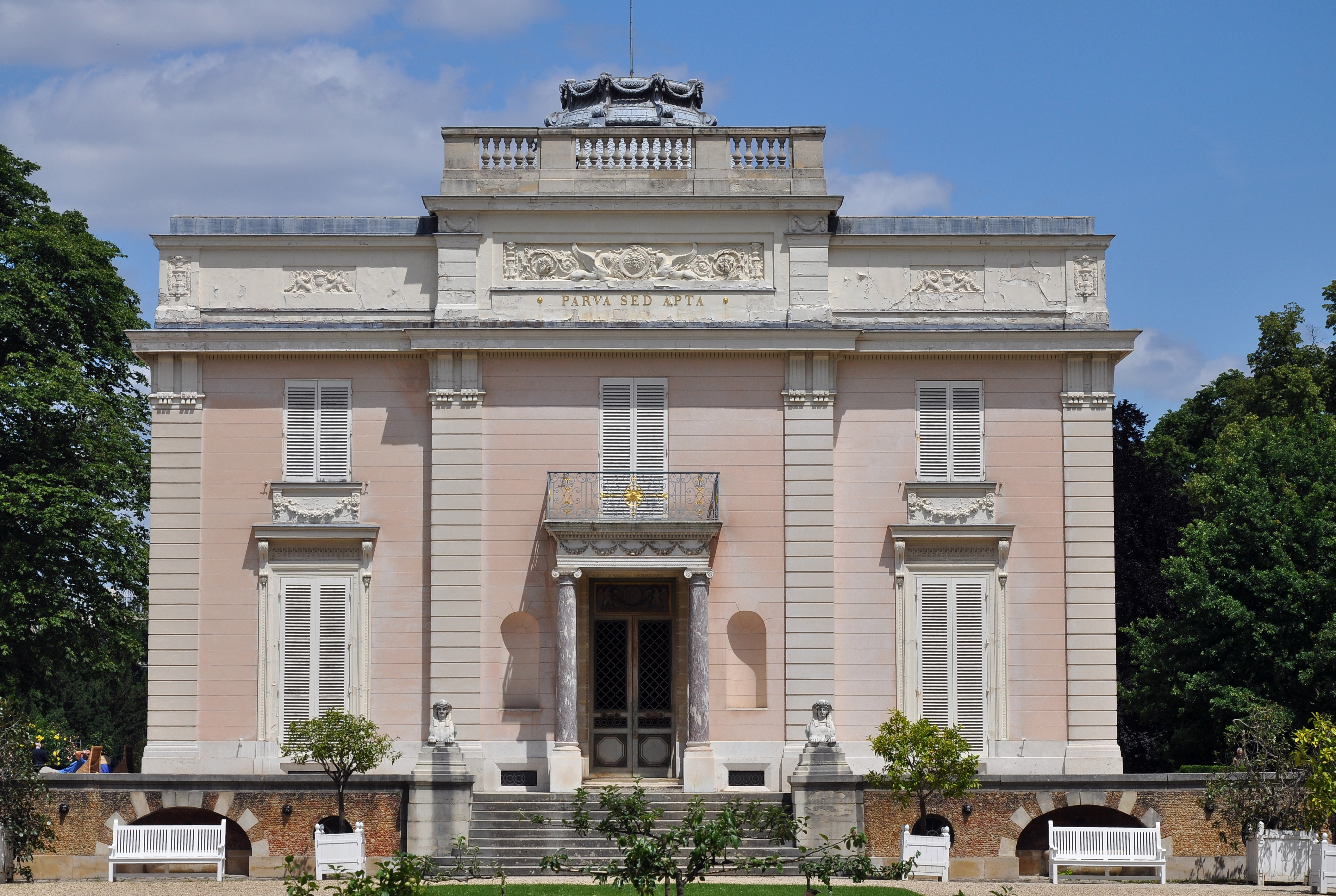
La façade du château de Bagatelle après les modifications de Léon de Sanges.
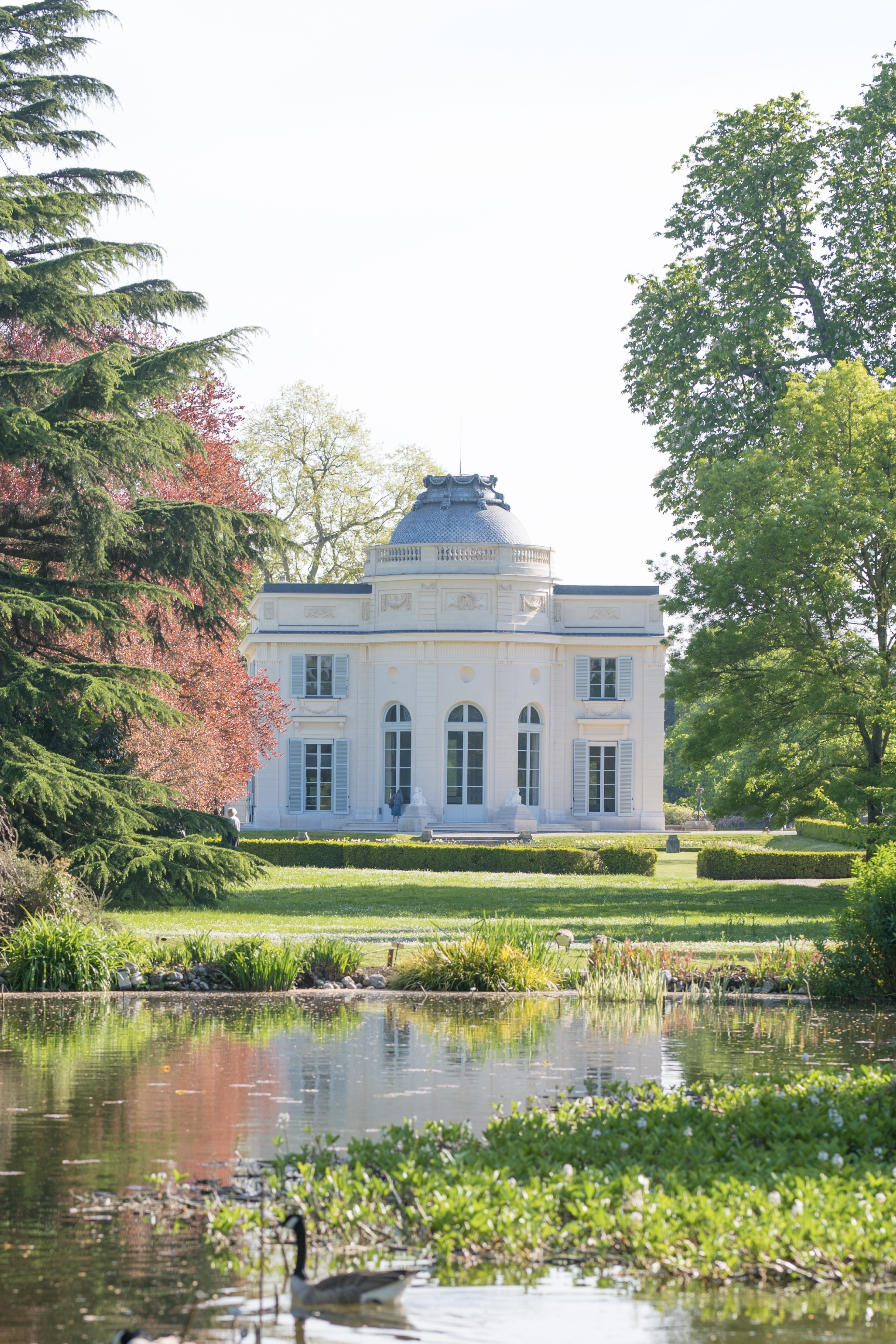
Le château de Bagatelle après sa restauration par la Fondation Mansart.
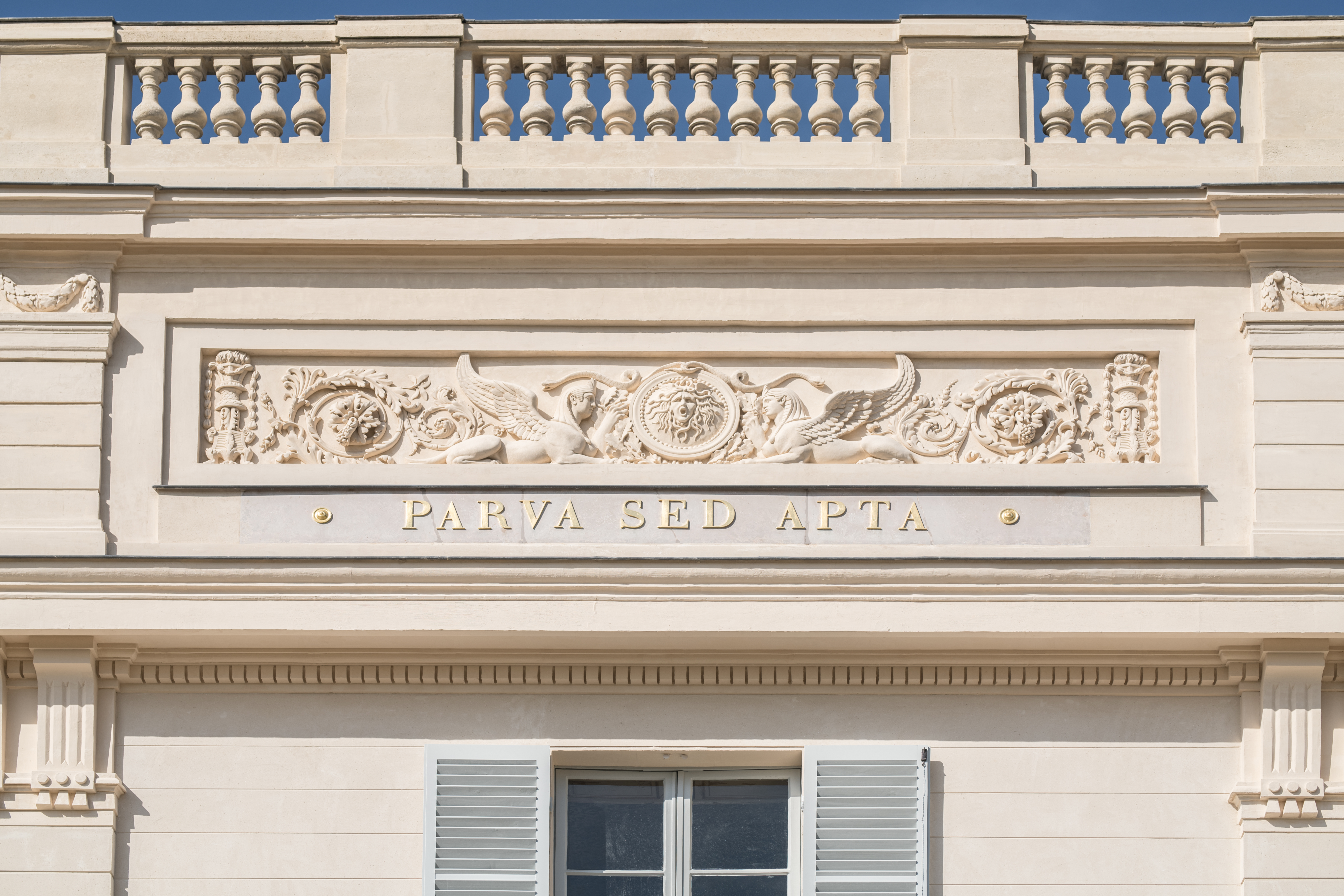
Les bas-reliefs restaurés sur la façade sud du château de Bagatelle.
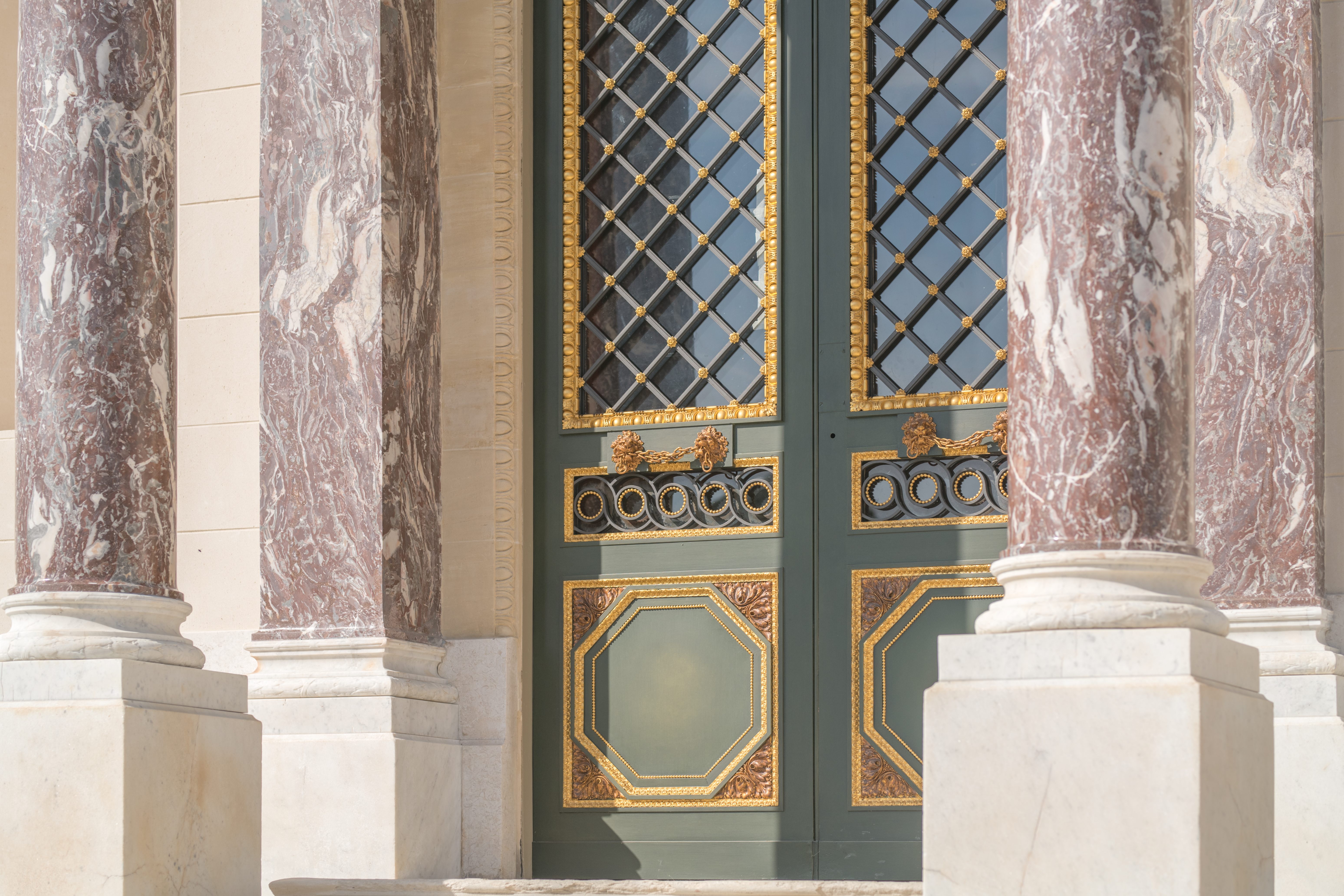
La porte restaurée du château de Bagatelle.

### Fondations abritées
La Fondation Mansart abrite huit fondations :
- Fondation du château de Bagatelle ;
- Fondation Les Amis du Centre Pompidou ;
- Fondation Les Amis du musée d'art moderne de Paris ;
- Fondation Amici Terrae Sanctae ;
- Fondation Union Rempart ;
- Fondation des Sites Vauban de Belle-Ile-en-Mer et du Morbihan ;
- Fondation pour la préservation de l’abbaye des Vaux de Cernay et de la Haute Vallée de Chevreuse ;
- Fondation Hortus Botanica.